# Skrzynki (powiat ostrzeszowski)
Skrzynki – wieś w Polsce, położona w województwie wielkopolskim, w powiecie ostrzeszowskim, w gminie Grabów nad Prosną.
| SIMC    | Nazwa      | Rodzaj    |
| ------- | ---------- | --------- |
| 0198982 | Kopaniny   | część wsi |
| 0198999 | Żurawiniec | część wsi |

Do 1953 roku istniała gmina Skrzynki w województwie łódzkim. W latach 1975–1998 miejscowość należała administracyjnie do województwa kaliskiego.